# Britische Teekultur

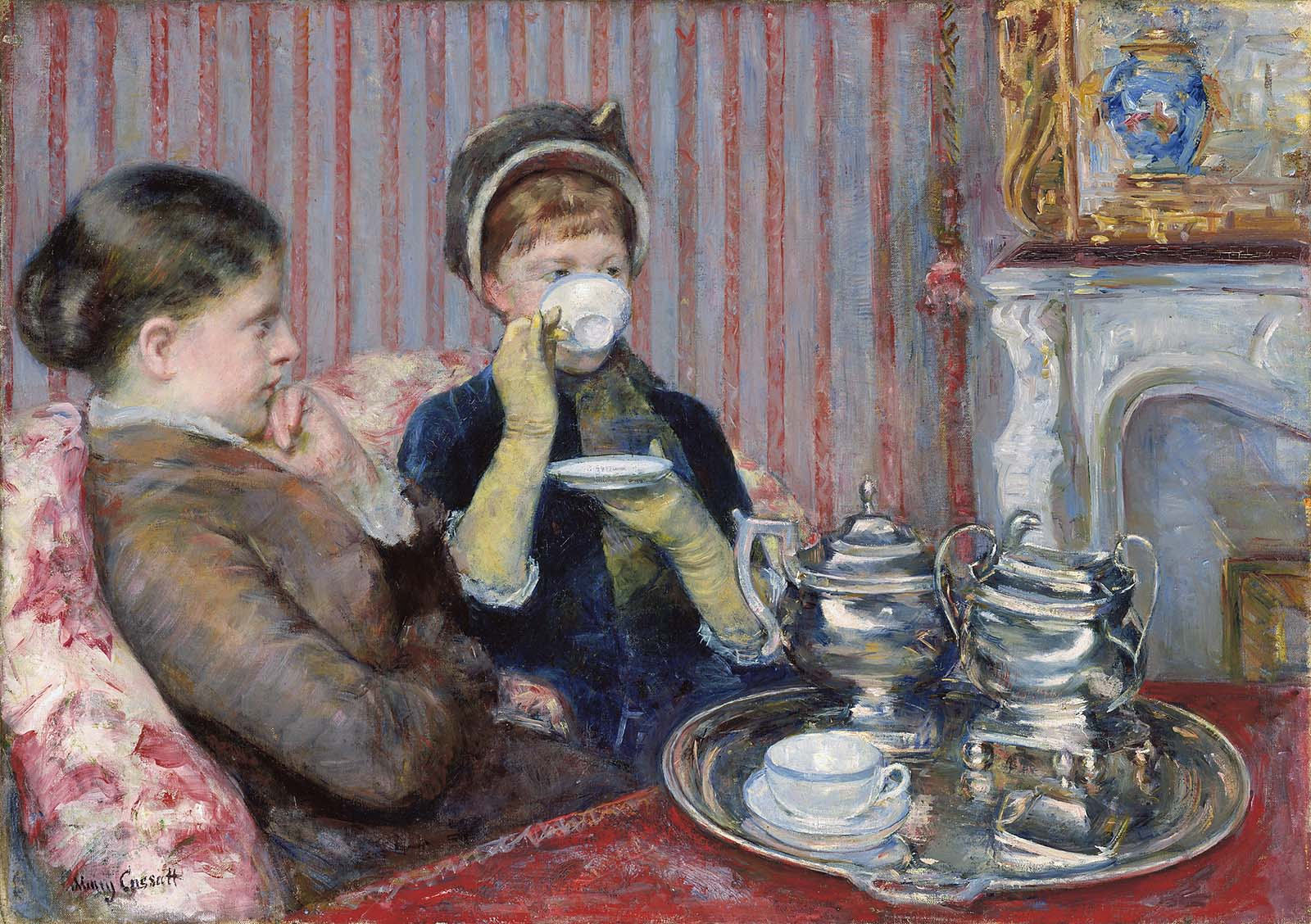
Five O’Clock Tea, Mary Cassatt, 1880

Die Britische Teekultur entstand im 17. Jahrhundert und ist über das Vereinigte Königreich hinaus bekannt. Das Vereinigte Königreich lag 2016 mit einem jährlichen Konsum von 4,28 Pfund (1,94 Kilogramm) Tee pro Kopf weltweit auf Platz 3 nach der Türkei und Irland. Das Teetrinken gehört zur typisch britischen Lebensart und ist fester Bestandteil der Trinkkultur der Briten. Vor allem der Nachmittagstee (tea time) wird oftmals zelebriert und nach bestimmten Regeln serviert. Meist ist die sprichwörtliche Tasse Tee jedoch kein verfeinerter Ausdruck britischer Kultur, sondern einfach ein häufig genossenes Alltagsgetränk, gern auch aus dem Becher.

## Geschichte
Im Zuge des britischen Überseehandels begann Großbritannien Mitte des 17. Jahrhunderts damit, Tee zunächst aus China zu importieren. Dieser war damals aber nur für die Oberschicht erschwinglich und galt dementsprechend als Statussymbol.
Überliefert ist, so schreibt es Antonia Fraser, die Biografin von Karl II., die Bitte von Katharina von Braganza (1638–1705), der Infantin von Portugal, nach einer Tasse Tee und die Antwort Karls II.:

“We don’t drink tea in England. But maybe some ale will do?”

„In England trinken wir keinen Tee. Vielleicht würde ein Bier reichen?“

Tatsächlich war es Katharina von Braganza, die den Tee auf die britischen Inseln bringen ließ. Da sie selbst gerne Tee trank, wurde Tee aus China nach Großbritannien eingeführt und wurde dort zum Getränk der feineren Gesellschaft. Die erste Erwähnung von Tee in der britischen Literatur findet sich am 25. September 1660 in einem Tagebucheintrag von Samuel Pepys:

“And afterwards I did send for a cup of tee (a China drink) of which I never had drank before, and went away.”

„Und danach schickte ich um eine Tasse Tee (ein Getränk aus China), von dem ich nie zuvor getrunken hatte, und ging weg.“

Königin Anne (1665–1714) trug zur Popularität des Teetrinkens bei, indem sie zum Frühstück statt des üblichen Warmbiers lieber Tee trank. Um 1700 gab es in den rund 500 britischen Kaffeehäusern auch Tee. Nach 1750 wurden die ersten Teegärten (tea gardens) eröffnet, in denen Tee im Freien getrunken wurde. Während Frauen der Zutritt zu den Kaffeehäusern verwehrt wurde, standen ihnen die Teegärten offen. Hier spielten Orchester häufig zum Tanz auf. Das war der Beginn der Tanztees. Als 1783 die Teesteuern gesenkt wurden, konnte sich die Mittelschicht, die bis dahin Kaffee getrunken hatte, Tee leisten. Später folgten die Familien der Arbeiter.
Das Handelsmonopol besaß die East India Company. Im 18. Jahrhundert wurde Großbritannien zum Zentrum des europäischen Teehandels. Um den stetigen Devisenverlust durch die Teeimporte zu verhindern, begann das Vereinigte Königreich im 19. Jahrhundert damit, Tee in seinen Kolonien anzubauen.
Die britischen Einwanderer hatten den Teegenuss in Nordamerika verbreitet, und die Neuenglandstaaten bezogen den Tee direkt aus dem Mutterland Großbritannien. Eine weitere deutliche Erhöhung der Teesteuer führte am 16. Dezember 1773 zur Boston Tea Party, bei der als Indianer verkleidete empörte Kaufleute und andere Bürger die britischen Handelsschiffe im Hafen von Boston stürmten und aus Protest 342 Teekisten ins Hafenbecken warfen. Dies war eine von mehreren Krisen, die schließlich im Amerikanischen Unabhängigkeitskrieg mündeten.
Die Einführung des Afternoon teas wird Anna, 7th Duchess of Bedford (1783–1857), einer Hofdame von Königin Victoria, zugeschrieben.

## Teezubereitung
Die britische Art der Teezubereitung wurde durch die Ostfriesische Teekultur in weiten Teilen übernommen: Briten trinken fast ausschließlich schwarzen Tee, vorzugsweise unaromatisiert, obwohl der bekannte Earl-Grey-Tee nach einem Briten benannt ist. Bevorzugt werden kräftige Sorten, nicht unbedingt die hochwertigsten. Lose Teeblätter (seit dem 20. Jahrhundert auch Teebeutel) werden in die Kanne gegeben und mit siedendem Wasser überbrüht, wo sie bleiben, sodass der Tee allmählich immer stärker wird. Aus diesem Grund wird mitunter zusätzlich heißes Wasser nachgegossen. Außerdem trinken die meisten Briten ihren Tee mit Milch, denn dadurch wird er milder. Die Frage, ob zuerst der Tee eingegossen wird oder die Milch, ist im Königreich eine Streitfrage zwischen den jeweiligen Anhängern der Prinzipien Milk-in-first (Mif) und Tea-in-first (Tif) – laut Michael Bentley vom Londoner Hotel Ritz soll Königin Elisabeth II. beispielsweise eine Mif-Anhängerin gewesen sein, nach anderen Quellen eine Tif-Anhängerin. Früher diente Mif zum Schutz von zerbrechlichen Porzellantassen. Auswirkungen auf den Geschmack soll es nicht geben.

## Teebrot
Als Teebrot (tea bread) oder Teekuchen (tea cake) werden im Vereinigten Königreich alle Hefegebäcke bezeichnet, die üblicherweise zum Tee gereicht werden, einschließlich verschiedener gewürzter Brote. Das typisch schottische Shortbread besteht aus Mürbeteig und gehört daher nicht dazu.
Die bekanntesten Arten sind:
Currant bread: Oberbegriff für Früchtebrot
Fat rascals: kleine Teekuchen aus Yorkshire mit Gewürzen und Rosinen, die warm mit Butter verzehrt werden
Fruit bread: Gebäck mit Trockenfrüchten
Malt bread: ein weiches Malzbrot mit Rosinen, das mit Butter bestrichen wird
Spice bread: ein Oberbegriff für Brot, das Früchte und Gewürze enthält
Ein typischerweise zum Tee serviertes Gebäck sind auch Scones, die jedoch ohne Hefe hergestellt und meist mit Clotted Cream bestrichen werden:
Scones: flaches Gebäck aus Weizen-, Gersten- oder Hafermehl

## Glossar
Early morning teaDer Tee, der von vielen Briten bereits vor dem Frühstück getrunken wird, oft noch im Bett.
Light teaEin Nachmittagstee, zu dem nur einfache Scones gereicht werden.
Builder’s teaEin stark gebrühter Beuteltee mit viel Milch und viel Zucker, wie er traditionell von Bauarbeitern während der Arbeitspausen getrunken wurde.
Cream teaEine ursprünglich aus Südengland stammende einfache Variante des Nachmittagstees nur mit Scones, allerdings serviert mit Clotted cream und Erdbeerkonfitüre.
Afternoon, Five-o-Clock-, low teaNachmittagstee, der zwischen 15 und 17 Uhr serviert wird und traditionell nicht am Esstisch, sondern im Salon an einem niedrigen Teetisch eingenommen wird. Das Speisenangebot umfasst zusätzlich zum cream tea auch Savouries (kleine Sandwiches, z. B. belegt mit Ei, Gurken, Kresse, Schinken oder Lachs, und Appetithäppchen). In Hotels werden die Speisen des afternoon tea häufig auf einer Etagere serviert.
High teaEine Mahlzeit, welche zwischen 17 und 19 Uhr serviert wird und eine Mischung aus afternoon tea und Abendessen darstellt. Sie wird am Esstisch (high table) eingenommen. Der high tea wird meist nur zu besonderen Anlässen serviert, wenn Gäste eingeladen sind. Zum Tee werden in der Regel kalter Braten, kaltes Huhn, Salate, gekochtes Gemüse, Kuchen und Früchte gereicht. Das normale Abendessen, zu dem oft ebenfalls Tee getrunken wird, wird grundsätzlich nicht als high tea bezeichnet, auch nicht die Tasse Tee nach dem Abendessen.
TeaDas normale Abendessen wird zu dem auch oft einfach nur als 'Tee' bezeichnet, ob nun dazu Tee getrunken wird oder nicht.
Reception, formal teaBei einem Reception tea (reception = Empfang) handelt es sich um einen Stehempfang, bei dem kein Sekt, sondern Tee gereicht wird. Dazu gibt es häufig Sandwiches.
Royal teaEin afternoon tea, bei dem zusätzlich Champagner oder Sherry serviert werden.